# Eleições legislativas portuguesas de 2005 no distrito de Faro
| Eleições legislativas portuguesas de 2005 Distritos: Aveiro \| Beja \| Braga \| Bragança \| Castelo Branco \| Coimbra \| Évora \| Faro \| Guarda \| Leiria \| Lisboa \| Portalegre \| Porto \| Santarém \| Setúbal \| Viana do Castelo \| Vila Real \| Viseu \| Açores \| Madeira \| Estrangeiro |

## Resultados por Concelho
Os resultados nos concelhos do Distrito de Faro foram os seguintes:

### Albufeira
| Partido                 | Partido                        | Votos  | %               | +/-   |
| ----------------------- | ------------------------------ | ------ | --------------- | ----- |
|                         | Partido Socialista             | 6 506  | 45,20 / 100,00  | 10,07 |
|                         | Partido Social Democrata       | 4 162  | 28,92 / 100,00  | 15,84 |
|                         | Bloco de Esquerda              | 1 057  | 7,34 / 100,00   | 4,87  |
|                         | Partido Popular                | 897    | 6,23 / 100,00   | 2,92  |
|                         | Coligação Democrática Unitária | 850    | 5,91 / 100,00   | 1,40  |
|                         | Partido da Nova Democracia     | 153    | 1,06 / 100,00   | Novo  |
|                         | Outros                         | 246    | 1,70 / 100,00   |       |
| Votos Inválidos         | Votos Inválidos                | 522    | 3,63 / 100,00   | 1,33  |
| Total                   | Total                          | 14 393 | 100,00 / 100,00 |       |
| Eleitorado/Participação | Eleitorado/Participação        | 23 896 | 60,23 / 100,00  | 3,62  |

| Freguesia     | %     | %     | %    | %    | %    | %    | Votantes |
| Freguesia     | PS    | PSD   | BE   | PP   | CDU  | PND  | Votantes |
| ------------- | ----- | ----- | ---- | ---- | ---- | ---- | -------- |
| Albufeira     | 41,56 | 31,04 | 8,22 | 6,19 | 7,02 | 1,01 | 7 620    |
| Ferreiras     | 53,58 | 21,26 | 6,03 | 6,48 | 4,67 | 1,36 | 2 206    |
| Guia          | 47,39 | 29,05 | 7,21 | 7,83 | 3,16 | 0,76 | 1 456    |
| Olhos de Água | 44,70 | 32,36 | 6,17 | 5,59 | 5,13 | 1,43 | 1 539    |
| Paderne       | 49,55 | 25,89 | 6,23 | 5,22 | 5,53 | 0,83 | 1 572    |
| Albufeira     | 45,20 | 28,92 | 7,34 | 6,23 | 5,91 | 1,06 | 14 393   |

### Alcoutim
| Partido                 | Partido                        | Votos | %               | +/-   |
| ----------------------- | ------------------------------ | ----- | --------------- | ----- |
|                         | Partido Socialista             | 1 051 | 49,58 / 100,00  | 7,12  |
|                         | Partido Social Democrata       | 669   | 31,56 / 100,00  | 11,57 |
|                         | Coligação Democrática Unitária | 127   | 5,99 / 100,00   | 0,68  |
|                         | Partido Popular                | 85    | 4,01 / 100,00   | 0,05  |
|                         | Bloco de Esquerda              | 67    | 3,16 / 100,00   | 2,22  |
|                         | PCTP/MRPP                      | 24    | 1,13 / 100,00   | 0,28  |
|                         | Outros                         | 25    | 1,18 / 100,00   |       |
| Votos Inválidos         | Votos Inválidos                | 72    | 3,40 / 100,00   | 1,39  |
| Total                   | Total                          | 2 120 | 100,00 / 100,00 |       |
| Eleitorado/Participação | Eleitorado/Participação        | 3 443 | 61,57 / 100,00  | 0,57  |

| Freguesia    | %     | %     | %     | %    | %    | %    | Votantes |
| Freguesia    | PS    | PSD   | CDU   | PP   | BE   | PCTP | Votantes |
| ------------ | ----- | ----- | ----- | ---- | ---- | ---- | -------- |
| Alcoutim     | 53,63 | 27,79 | 5,01  | 3,39 | 4,52 | 0,65 | 619      |
| Giões        | 45,69 | 28,43 | 12,18 | 4,57 | 5,08 | 0,51 | 197      |
| Martim Longo | 41,14 | 41,42 | 5,86  | 4,50 | 2,32 | 1,50 | 734      |
| Pereiro      | 58,14 | 22,09 | 5,23  | 3,49 | 1,74 | 1,16 | 172      |
| Vaqueiros    | 57,04 | 24,87 | 5,03  | 4,02 | 2,26 | 1,51 | 398      |
| Alcoutim     | 49,58 | 31,56 | 5,99  | 4,01 | 3,16 | 1,13 | 2 120    |

### Aljezur
| Partido                 | Partido                        | Votos | %               | +/-  |
| ----------------------- | ------------------------------ | ----- | --------------- | ---- |
|                         | Partido Socialista             | 1 521 | 56,42 / 100,00  | 7,11 |
|                         | Partido Social Democrata       | 437   | 16,21 / 100,00  | 8,83 |
|                         | Coligação Democrática Unitária | 271   | 10,05 / 100,00  | 0,33 |
|                         | Bloco de Esquerda              | 167   | 6,19 / 100,00   | 3,73 |
|                         | Partido Popular                | 113   | 4,19 / 100,00   | 3,14 |
|                         | PCTP/MRPP                      | 39    | 1,45 / 100,00   | 0,47 |
|                         | Partido da Nova Democracia     | 28    | 1,04 / 100,00   | Novo |
|                         | Outros                         | 31    | 1,15 / 100,00   |      |
| Votos Inválidos         | Votos Inválidos                | 89    | 3,30 / 100,00   | 0,23 |
| Total                   | Total                          | 2 696 | 100,00 / 100,00 |      |
| Eleitorado/Participação | Eleitorado/Participação        | 4 355 | 61,91 / 100,00  | 4,43 |

| Freguesia | %     | %     | %     | %    | %    | %    | %    | Votantes |
| Freguesia | PS    | PSD   | CDU   | BE   | PP   | PCTP | PND  | Votantes |
| --------- | ----- | ----- | ----- | ---- | ---- | ---- | ---- | -------- |
| Aljezur   | 55,21 | 20,67 | 7,45  | 6,65 | 4,41 | 1,04 | 0,96 | 1 248    |
| Bordeira  | 59,20 | 20,40 | 4,98  | 2,99 | 4,98 | 1,49 | 1,49 | 201      |
| Odeceixe  | 51,48 | 9,74  | 18,96 | 7,83 | 4,00 | 2,78 | 0,52 | 575      |
| Rogil     | 62,05 | 12,20 | 8,78  | 4,91 | 3,72 | 1,04 | 1,49 | 672      |
| Aljezur   | 56,42 | 16,21 | 10,05 | 6,19 | 4,19 | 1,45 | 1,04 | 2 696    |

### Castro Marim
| Partido                 | Partido                        | Votos | %               | +/-   |
| ----------------------- | ------------------------------ | ----- | --------------- | ----- |
|                         | Partido Socialista             | 2 164 | 55,63 / 100,00  | 9,62  |
|                         | Partido Social Democrata       | 984   | 25,30 / 100,00  | 13,26 |
|                         | Bloco de Esquerda              | 221   | 5,68 / 100,00   | 4,12  |
|                         | Coligação Democrática Unitária | 169   | 4,34 / 100,00   | 0,46  |
|                         | Partido Popular                | 155   | 3,98 / 100,00   | 2,51  |
|                         | Outros                         | 70    | 1,80 / 100,00   |       |
| Votos Inválidos         | Votos Inválidos                | 127   | 3,26 / 100,00   | 0,91  |
| Total                   | Total                          | 3 890 | 100,00 / 100,00 |       |
| Eleitorado/Participação | Eleitorado/Participação        | 5 999 | 64,84 / 100,00  | 1,00  |

| Freguesia    | %     | %     | %    | %    | %    | Votantes |
| Freguesia    | PS    | PSD   | BE   | CDU  | PP   | Votantes |
| ------------ | ----- | ----- | ---- | ---- | ---- | -------- |
| Altura       | 55,91 | 24,31 | 6,93 | 3,97 | 4,25 | 1 082    |
| Azinhal      | 43,85 | 37,43 | 3,48 | 5,08 | 4,55 | 374      |
| Castro Marim | 58,24 | 22,12 | 6,19 | 5,20 | 3,60 | 1 808    |
| Odeleite     | 54,63 | 28,91 | 3,35 | 2,08 | 4,31 | 626      |
| Castro Marim | 55,63 | 25,30 | 5,68 | 4,34 | 3,98 | 3 890    |

### Faro
| Partido                 | Partido                        | Votos  | %               | +/-   |
| ----------------------- | ------------------------------ | ------ | --------------- | ----- |
|                         | Partido Socialista             | 14 797 | 47,47 / 100,00  | 6,76  |
|                         | Partido Social Democrata       | 7 681  | 24,64 / 100,00  | 12,18 |
|                         | Bloco de Esquerda              | 2 827  | 9,07 / 100,00   | 5,42  |
|                         | Coligação Democrática Unitária | 2 301  | 7,38 / 100,00   | 0,23  |
|                         | Partido Popular                | 1 958  | 6,28 / 100,00   | 1,11  |
|                         | Outros                         | 655    | 2,10 / 100,00   |       |
| Votos Inválidos         | Votos Inválidos                | 955    | 3,06 / 100,00   | 0,79  |
| Total                   | Total                          | 31 174 | 100,00 / 100,00 |       |
| Eleitorado/Participação | Eleitorado/Participação        | 49 040 | 63,57 / 100,00  | 3,33  |

| Freguesia             | %     | %     | %    | %     | %    | Votantes |
| Freguesia             | PS    | PSD   | BE   | CDU   | PP   | Votantes |
| --------------------- | ----- | ----- | ---- | ----- | ---- | -------- |
| Conceição             | 49,46 | 25,01 | 6,73 | 7,29  | 5,86 | 1 947    |
| Estoi                 | 45,11 | 25,97 | 8,85 | 6,96  | 6,09 | 1 594    |
| Faro (São Pedro)      | 48,19 | 23,88 | 9,79 | 7,07  | 5,95 | 7 294    |
| Faro (Sé)             | 46,65 | 25,10 | 9,46 | 7,38  | 6,52 | 15 714   |
| Montenegro            | 49,37 | 24,65 | 8,30 | 5,31  | 6,86 | 2 844    |
| Santa Bárbara de Nexe | 48,62 | 22,07 | 6,68 | 12,41 | 5,22 | 1 781    |
| Faro                  | 47,47 | 24,64 | 9,07 | 7,38  | 6,28 | 31 174   |

### Lagoa
| Partido                 | Partido                        | Votos  | %               | +/-   |
| ----------------------- | ------------------------------ | ------ | --------------- | ----- |
|                         | Partido Socialista             | 4 907  | 49,80 / 100,00  | 9,71  |
|                         | Partido Social Democrata       | 2 344  | 23,79 / 100,00  | 13,72 |
|                         | Bloco de Esquerda              | 770    | 7,81 / 100,00   | 5,35  |
|                         | Coligação Democrática Unitária | 713    | 7,24 / 100,00   | 1,76  |
|                         | Partido Popular                | 616    | 6,25 / 100,00   | 3,47  |
|                         | Outros                         | 235    | 2,38 / 100,00   |       |
| Votos Inválidos         | Votos Inválidos                | 269    | 2,73 / 100,00   | 0,34  |
| Total                   | Total                          | 9 854  | 100,00 / 100,00 |       |
| Eleitorado/Participação | Eleitorado/Participação        | 15 554 | 63,35 / 100,00  | 1,38  |

| Freguesia | %     | %     | %    | %    | %    | Votantes |
| Freguesia | PS    | PSD   | BE   | CDU  | PP   | Votantes |
| --------- | ----- | ----- | ---- | ---- | ---- | -------- |
| Carvoeiro | 44,99 | 28,80 | 7,15 | 5,46 | 7,15 | 1 007    |
| Estômbar  | 53,93 | 20,09 | 6,90 | 9,76 | 5,63 | 2 275    |
| Ferragudo | 57,24 | 17,79 | 9,95 | 6,64 | 4,15 | 1 085    |
| Lagoa     | 45,15 | 28,75 | 6,96 | 6,07 | 7,45 | 3 116    |
| Parchal   | 53,74 | 17,40 | 9,79 | 8,57 | 4,93 | 1 563    |
| Porches   | 44,43 | 29,21 | 7,80 | 5,07 | 7,67 | 808      |
| Lagoa     | 49,80 | 23,79 | 7,81 | 7,24 | 6,25 | 9 854    |

### Lagos
| Partido                 | Partido                        | Votos  | %               | +/-   |
| ----------------------- | ------------------------------ | ------ | --------------- | ----- |
|                         | Partido Socialista             | 7 165  | 54,47 / 100,00  | 6,29  |
|                         | Partido Social Democrata       | 2 491  | 18,94 / 100,00  | 11,43 |
|                         | Bloco de Esquerda              | 1 110  | 8,44 / 100,00   | 5,13  |
|                         | Coligação Democrática Unitária | 942    | 7,16 / 100,00   | 0,88  |
|                         | Partido Popular                | 665    | 5,06 / 100,00   | 2,40  |
|                         | PCTP/MRPP                      | 131    | 1,00 / 100,00   | 0,03  |
|                         | Outros                         | 174    | 1,33 / 100,00   |       |
| Votos Inválidos         | Votos Inválidos                | 475    | 3,62 / 100,00   | 1,20  |
| Total                   | Total                          | 13 153 | 100,00 / 100,00 |       |
| Eleitorado/Participação | Eleitorado/Participação        | 20 480 | 64,22 / 100,00  | 2,96  |

| Freguesia             | %     | %     | %    | %     | %    | %    | Votantes |
| Freguesia             | PS    | PSD   | BE   | CDU   | PP   | PCTP | Votantes |
| --------------------- | ----- | ----- | ---- | ----- | ---- | ---- | -------- |
| Barão de São João     | 53,08 | 21,70 | 3,52 | 11,44 | 3,52 | 1,76 | 341      |
| Bensafrim             | 59,82 | 14,20 | 9,76 | 5,96  | 3,04 | 1,39 | 789      |
| Lagos (Santa Maria)   | 48,56 | 24,95 | 9,56 | 5,03  | 6,66 | 0,59 | 3 379    |
| Lagos (São Sebastião) | 55,05 | 17,18 | 8,59 | 8,27  | 4,67 | 1,12 | 6 145    |
| Luz                   | 60,64 | 16,25 | 6,78 | 6,69  | 4,87 | 0,78 | 1 151    |
| Odiáxere              | 58,61 | 16,25 | 6,82 | 7,49  | 4,53 | 1,19 | 1 348    |
| Lagos                 | 54,47 | 18,94 | 8,44 | 7,16  | 5,06 | 1,00 | 13 153   |

### Loulé
| Partido                 | Partido                        | Votos  | %               | +/-   |
| ----------------------- | ------------------------------ | ------ | --------------- | ----- |
|                         | Partido Socialista             | 12 833 | 45,18 / 100,00  | 11,53 |
|                         | Partido Social Democrata       | 8 918  | 31,39 / 100,00  | 15,72 |
|                         | Partido Popular                | 1 945  | 6,85 / 100,00   | 2,21  |
|                         | Bloco de Esquerda              | 1 861  | 6,55 / 100,00   | 3,95  |
|                         | Coligação Democrática Unitária | 1 103  | 3,88 / 100,00   | 0,76  |
|                         | Outros                         | 629    | 2,21 / 100,00   |       |
| Votos Inválidos         | Votos Inválidos                | 1 117  | 3,93 / 100,00   | 1,22  |
| Total                   | Total                          | 28 406 | 100,00 / 100,00 |       |
| Eleitorado/Participação | Eleitorado/Participação        | 48 143 | 59,00 / 100,00  | 3,78  |

| Freguesia             | %     | %     | %    | %    | %    | Votantes |
| Freguesia             | PS    | PSD   | PP   | BE   | CDU  | Votantes |
| --------------------- | ----- | ----- | ---- | ---- | ---- | -------- |
| Almancil              | 46,98 | 29,48 | 6,98 | 5,18 | 5,00 | 3 497    |
| Alte                  | 55,66 | 26,07 | 2,99 | 5,52 | 4,89 | 1 105    |
| Ameixial              | 43,33 | 40,77 | 8,21 | 0,51 | 1,79 | 390      |
| Benafim               | 39,71 | 39,23 | 5,10 | 5,90 | 3,35 | 627      |
| Boliqueime            | 36,65 | 37,41 | 8,87 | 5,24 | 3,63 | 2 232    |
| Loulé (São Clemente)  | 49,47 | 26,32 | 5,95 | 8,09 | 4,13 | 7 245    |
| Loulé (São Sebastião) | 40,86 | 38,03 | 5,91 | 6,00 | 3,05 | 3 284    |
| Quarteira             | 41,57 | 32,53 | 8,96 | 7,42 | 3,92 | 7 301    |
| Querença              | 53,77 | 28,82 | 3,87 | 5,03 | 2,90 | 517      |
| Salir                 | 52,08 | 29,12 | 4,80 | 5,10 | 3,14 | 1 686    |
| Tôr                   | 42,53 | 38,12 | 4,98 | 4,98 | 2,30 | 522      |
| Loulé                 | 45,18 | 31,39 | 6,85 | 6,55 | 3,88 | 28 406   |

### Monchique
| Partido                 | Partido                        | Votos | %               | +/-   |
| ----------------------- | ------------------------------ | ----- | --------------- | ----- |
|                         | Partido Socialista             | 2 115 | 51,17 / 100,00  | 8,52  |
|                         | Partido Social Democrata       | 1 127 | 27,27 / 100,00  | 11,96 |
|                         | Bloco de Esquerda              | 241   | 5,83 / 100,00   | 3,95  |
|                         | Coligação Democrática Unitária | 237   | 5,73 / 100,00   | 0,77  |
|                         | Partido Popular                | 182   | 4,40 / 100,00   | 0,26  |
|                         | Outros                         | 85    | 2,07 / 100,00   |       |
| Votos Inválidos         | Votos Inválidos                | 146   | 3,53 / 100,00   | 0,50  |
| Total                   | Total                          | 4 133 | 100,00 / 100,00 |       |
| Eleitorado/Participação | Eleitorado/Participação        | 6 034 | 68,50 / 100,00  | 2,17  |

| Freguesia | %     | %     | %    | %    | %    | Votantes |
| Freguesia | PS    | PSD   | BE   | CDU  | PP   | Votantes |
| --------- | ----- | ----- | ---- | ---- | ---- | -------- |
| Alferce   | 55,34 | 27,18 | 5,83 | 2,59 | 1,62 | 309      |
| Marmelete | 43,89 | 38,78 | 2,48 | 2,15 | 5,61 | 606      |
| Monchique | 52,14 | 25,11 | 6,46 | 6,71 | 4,44 | 3 218    |
| Monchique | 51,17 | 27,27 | 5,83 | 5,73 | 4,40 | 4 133    |

### Olhão
| Partido                 | Partido                        | Votos  | %               | +/-   |
| ----------------------- | ------------------------------ | ------ | --------------- | ----- |
|                         | Partido Socialista             | 9 234  | 49,95 / 100,00  | 8,73  |
|                         | Partido Social Democrata       | 4 154  | 22,47 / 100,00  | 12,40 |
|                         | Bloco de Esquerda              | 1 484  | 8,03 / 100,00   | 5,61  |
|                         | Coligação Democrática Unitária | 1 356  | 7,34 / 100,00   | 1,38  |
|                         | Partido Popular                | 1 088  | 5,89 / 100,00   | 4,99  |
|                         | PCTP/MRPP                      | 240    | 1,30 / 100,00   | 0,03  |
|                         | Outros                         | 326    | 1,77 / 100,00   |       |
| Votos Inválidos         | Votos Inválidos                | 604    | 3,26 / 100,00   | 0,84  |
| Total                   | Total                          | 18 486 | 100,00 / 100,00 |       |
| Eleitorado/Participação | Eleitorado/Participação        | 32 293 | 57,24 / 100,00  | 4,23  |

| Freguesia    | %     | %     | %    | %    | %    | %    | Votantes |
| Freguesia    | PS    | PSD   | BE   | CDU  | PP   | PCTP | Votantes |
| ------------ | ----- | ----- | ---- | ---- | ---- | ---- | -------- |
| Fuseta       | 54,95 | 17,98 | 8,14 | 9,46 | 4,35 | 1,32 | 1 585    |
| Moncarapacho | 46,04 | 27,32 | 6,56 | 5,82 | 6,82 | 1,27 | 3 078    |
| Olhão        | 49,59 | 22,69 | 8,58 | 7,18 | 5,79 | 1,54 | 7 029    |
| Pechão       | 50,68 | 20,85 | 8,14 | 8,22 | 6,02 | 0,93 | 1 180    |
| Quelfes      | 50,98 | 21,14 | 8,09 | 7,57 | 5,90 | 1,32 | 5 614    |
| Olhão        | 49,95 | 22,47 | 8,03 | 7,34 | 5,89 | 1,30 | 18 486   |

### Portimão
| Partido                 | Partido                        | Votos  | %               | +/-   |
| ----------------------- | ------------------------------ | ------ | --------------- | ----- |
|                         | Partido Socialista             | 12 154 | 48,95 / 100,00  | 6,93  |
|                         | Partido Social Democrata       | 5 792  | 23,33 / 100,00  | 11,21 |
|                         | Bloco de Esquerda              | 2 338  | 9,42 / 100,00   | 5,83  |
|                         | Partido Popular                | 1 615  | 6,50 / 100,00   | 3,12  |
|                         | Coligação Democrática Unitária | 1 611  | 6,49 / 100,00   | 0,87  |
|                         | Outros                         | 534    | 2,15 / 100,00   |       |
| Votos Inválidos         | Votos Inválidos                | 785    | 3,16 / 100,00   | 0,75  |
| Total                   | Total                          | 24 829 | 100,00 / 100,00 |       |
| Eleitorado/Participação | Eleitorado/Participação        | 39 014 | 63,64 / 100,00  | 2,04  |

| Freguesia          | %     | %     | %     | %    | %    | Votantes |
| Freguesia          | PS    | PSD   | BE    | PP   | CDU  | Votantes |
| ------------------ | ----- | ----- | ----- | ---- | ---- | -------- |
| Alvor              | 51,71 | 18,78 | 11,06 | 5,12 | 7,80 | 2 423    |
| Mexilhoeira Grande | 64,64 | 12,01 | 7,54  | 3,60 | 5,74 | 2 056    |
| Portimão           | 47,04 | 25,01 | 9,41  | 6,96 | 6,41 | 20 350   |
| Portimão           | 48,95 | 23,33 | 9,42  | 6,50 | 6,49 | 24 829   |

### São Brás de Alportel
| Partido                 | Partido                        | Votos | %               | +/-   |
| ----------------------- | ------------------------------ | ----- | --------------- | ----- |
|                         | Partido Socialista             | 2 449 | 50,18 / 100,00  | 10,78 |
|                         | Partido Social Democrata       | 1 281 | 26,25 / 100,00  | 15,50 |
|                         | Bloco de Esquerda              | 308   | 6,31 / 100,00   | 4,43  |
|                         | Coligação Democrática Unitária | 290   | 5,94 / 100,00   | 0,93  |
|                         | Partido Popular                | 263   | 5,39 / 100,00   | 2,37  |
|                         | Outros                         | 115   | 2,36 / 100,00   |       |
| Votos Inválidos         | Votos Inválidos                | 174   | 3,57 / 100,00   | 1,20  |
| Total                   | Total                          | 4 880 | 100,00 / 100,00 |       |
| Eleitorado/Participação | Eleitorado/Participação        | 7 827 | 62,35 / 100,00  | 3,75  |

| Freguesia            | %     | %     | %    | %    | %    | Votantes |
| Freguesia            | PS    | PSD   | BE   | CDU  | PP   | Votantes |
| -------------------- | ----- | ----- | ---- | ---- | ---- | -------- |
| São Brás de Alportel | 50,18 | 26,25 | 6,31 | 5,94 | 5,39 | 4 880    |
| São Brás de Alportel | 50,18 | 26,25 | 6,31 | 5,94 | 5,39 | 4 880    |

### Silves
| Partido                 | Partido                        | Votos  | %               | +/-   |
| ----------------------- | ------------------------------ | ------ | --------------- | ----- |
|                         | Partido Socialista             | 8 804  | 51,35 / 100,00  | 11,47 |
|                         | Partido Social Democrata       | 3 675  | 21,44 / 100,00  | 14,20 |
|                         | Coligação Democrática Unitária | 1 719  | 10,03 / 100,00  | 0,33  |
|                         | Bloco de Esquerda              | 1 098  | 6,40 / 100,00   | 4,28  |
|                         | Partido Popular                | 807    | 4,71 / 100,00   | 2,61  |
|                         | PCTP/MRPP                      | 174    | 1,01 / 100,00   | 0,51  |
|                         | Outros                         | 256    | 1,50 / 100,00   |       |
| Votos Inválidos         | Votos Inválidos                | 611    | 3,57 / 100,00   | 0,76  |
| Total                   | Total                          | 17 144 | 100,00 / 100,00 |       |
| Eleitorado/Participação | Eleitorado/Participação        | 27 750 | 61,78 / 100,00  | 3,78  |

| Freguesia                  | %     | %     | %     | %    | %    | %    | Votantes |
| Freguesia                  | PS    | PSD   | CDU   | BE   | PP   | PCTP | Votantes |
| -------------------------- | ----- | ----- | ----- | ---- | ---- | ---- | -------- |
| Alcantarilha               | 54,13 | 21,89 | 6,63  | 5,45 | 5,81 | 0,82 | 1 101    |
| Algoz                      | 50,78 | 25,22 | 5,18  | 5,25 | 5,45 | 1,43 | 1 467    |
| Armação de Pêra            | 45,66 | 29,68 | 4,90  | 6,61 | 6,82 | 0,75 | 1 877    |
| Pêra                       | 46,41 | 27,11 | 8,44  | 6,12 | 6,01 | 0,21 | 948      |
| São Bartolomeu de Messines | 55,41 | 20,21 | 9,02  | 5,41 | 4,11 | 0,89 | 4 378    |
| São Marcos da Serra        | 58,75 | 17,75 | 9,47  | 3,48 | 3,12 | 1,80 | 834      |
| Silves                     | 49,46 | 18,12 | 14,97 | 7,84 | 4,17 | 1,22 | 5 590    |
| Tunes                      | 51,11 | 21,50 | 9,17  | 7,90 | 4,11 | 0,63 | 949      |
| Silves                     | 51,35 | 21,44 | 10,03 | 6,40 | 4,71 | 1,01 | 17 144   |

### Tavira
| Partido                 | Partido                        | Votos  | %               | +/-   |
| ----------------------- | ------------------------------ | ------ | --------------- | ----- |
|                         | Partido Socialista             | 6 669  | 51,14 / 100,00  | 10,04 |
|                         | Partido Social Democrata       | 3 281  | 25,16 / 100,00  | 14,09 |
|                         | Bloco de Esquerda              | 896    | 6,87 / 100,00   | 4,35  |
|                         | Partido Popular                | 726    | 5,57 / 100,00   | 2,37  |
|                         | Coligação Democrática Unitária | 625    | 4,79 / 100,00   | 0,57  |
|                         | Partido da Nova Democracia     | 130    | 1,00 / 100,00   | Novo  |
|                         | Outros                         | 213    | 1,64 / 100,00   |       |
| Votos Inválidos         | Votos Inválidos                | 500    | 3,84 / 100,00   | 1,06  |
| Total                   | Total                          | 13 040 | 100,00 / 100,00 |       |
| Eleitorado/Participação | Eleitorado/Participação        | 21 246 | 61,38 / 100,00  | 2,37  |

| Freguesia                        | %     | %     | %     | %    | %    | %    | Votantes |
| Freguesia                        | PS    | PSD   | BE    | PP   | CDU  | PND  | Votantes |
| -------------------------------- | ----- | ----- | ----- | ---- | ---- | ---- | -------- |
| Cabanas de Tavira                | 57,59 | 16,83 | 12,21 | 3,63 | 3,80 | 0,50 | 606      |
| Cachopo                          | 44,90 | 37,39 | 2,33  | 5,01 | 2,33 | 0,72 | 559      |
| Conceição de Tavira              | 61,23 | 15,27 | 6,79  | 4,44 | 5,74 | 0,52 | 766      |
| Luz de Tavira                    | 51,16 | 22,90 | 5,97  | 7,00 | 4,79 | 1,85 | 1 943    |
| Santa Catarina da Fonte do Bispo | 48,55 | 31,50 | 3,85  | 6,55 | 1,64 | 0,67 | 1 038    |
| Santa Luzia                      | 54,62 | 21,82 | 6,17  | 2,96 | 9,37 | 0,99 | 811      |
| Santo Estêvão                    | 52,31 | 24,08 | 5,90  | 4,47 | 6,06 | 0,48 | 627      |
| Tavira (Santa Maria)             | 50,69 | 25,48 | 7,53  | 5,84 | 4,65 | 1,04 | 3 269    |
| Tavira (Santiago)                | 48,93 | 26,89 | 7,83  | 5,70 | 4,94 | 0,91 | 3 421    |
| Tavira                           | 51,14 | 25,16 | 6,87  | 5,57 | 4,79 | 1,00 | 13 040   |

### Vila do Bispo
| Partido                 | Partido                        | Votos | %               | +/-  |
| ----------------------- | ------------------------------ | ----- | --------------- | ---- |
|                         | Partido Socialista             | 1 589 | 58,27 / 100,00  | 6,78 |
|                         | Partido Social Democrata       | 550   | 20,17 / 100,00  | 9,59 |
|                         | Bloco de Esquerda              | 197   | 7,22 / 100,00   | 4,08 |
|                         | Coligação Democrática Unitária | 164   | 6,01 / 100,00   | 0,31 |
|                         | Partido Popular                | 91    | 3,34 / 100,00   | 2,90 |
|                         | Outros                         | 66    | 2,41 / 100,00   |      |
| Votos Inválidos         | Votos Inválidos                | 70    | 2,56 / 100,00   | 0,84 |
| Total                   | Total                          | 2 727 | 100,00 / 100,00 |      |
| Eleitorado/Participação | Eleitorado/Participação        | 4 161 | 65,54 / 100,00  | 4,28 |

| Freguesia           | %     | %     | %     | %    | %    | Votantes |
| Freguesia           | PS    | PSD   | BE    | CDU  | PP   | Votantes |
| ------------------- | ----- | ----- | ----- | ---- | ---- | -------- |
| Barão de São Miguel | 68,10 | 12,27 | 8,59  | 6,13 | 1,84 | 163      |
| Budens              | 61,78 | 16,99 | 7,13  | 6,33 | 3,77 | 743      |
| Raposeira           | 62,60 | 23,28 | 3,05  | 3,44 | 1,91 | 262      |
| Sagres              | 55,42 | 23,12 | 5,57  | 5,68 | 4,23 | 969      |
| Vila do Bispo       | 53,90 | 20,51 | 11,53 | 7,29 | 2,37 | 590      |
| Vila do Bispo       | 58,27 | 20,17 | 7,22  | 6,01 | 3,34 | 2 727    |

### Vila Real de Santo António
| Partido                 | Partido                        | Votos  | %               | +/-   |
| ----------------------- | ------------------------------ | ------ | --------------- | ----- |
|                         | Partido Socialista             | 4 617  | 51,89 / 100,00  | 8,93  |
|                         | Partido Social Democrata       | 1 552  | 17,44 / 100,00  | 12,47 |
|                         | Coligação Democrática Unitária | 1 357  | 15,25 / 100,00  | 1,12  |
|                         | Bloco de Esquerda              | 674    | 7,57 / 100,00   | 5,24  |
|                         | Partido Popular                | 331    | 3,72 / 100,00   | 3,16  |
|                         | PCTP/MRPP                      | 96     | 1,08 / 100,00   | 0,24  |
|                         | Outros                         | 62     | 0,70 / 100,00   |       |
| Votos Inválidos         | Votos Inválidos                | 209    | 2,35 / 100,00   | 0,50  |
| Total                   | Total                          | 8 898  | 100,00 / 100,00 |       |
| Eleitorado/Participação | Eleitorado/Participação        | 15 094 | 58,95 / 100,00  | 4,54  |

| Freguesia                  | %     | %     | %     | %    | %    | %    | Votantes |
| Freguesia                  | PS    | PSD   | CDU   | BE   | PP   | PCTP | Votantes |
| -------------------------- | ----- | ----- | ----- | ---- | ---- | ---- | -------- |
| Monte Gordo                | 52,35 | 13,24 | 22,08 | 5,42 | 3,37 | 1,32 | 1 662    |
| Vila Nova de Cacela        | 63,76 | 15,73 | 6,95  | 4,84 | 3,39 | 0,89 | 1 799    |
| Vila Real de Santo António | 47,82 | 19,29 | 15,91 | 9,14 | 3,94 | 1,07 | 5 437    |
| Vila Real de Santo António | 51,89 | 17,44 | 15,25 | 7,57 | 3,72 | 1,08 | 8 898    |